# Maja Samzelius
Tora Maria (Maja) Amalia Samzelius, född 2 oktober 1895 i Skövde, död 19 mars 1976 i Uppsala, var en svensk målare.
Hon var dotter till förvaltaren Walfrid Gustafsson och Augusta Mathilda Lundh och från 1925 gift med bibliotekarien Jonas Axel Teodor L:son Samzelius (1886–1967). Hon studerade konst för Birger Simonsson vid Valands målarskola i Göteborg. Hon medverkade i grupputställningar arrangerade av Uplands konstförening. Hennes konst består huvudsakligen av landskapsmålningar utförda i olja. Samzelius är representerad vid Södermanlands-Nerikes nation i Uppsala. Makarna Samzelius är begravda på Kumla kyrkogård.